# Droga wojewódzka nr 340

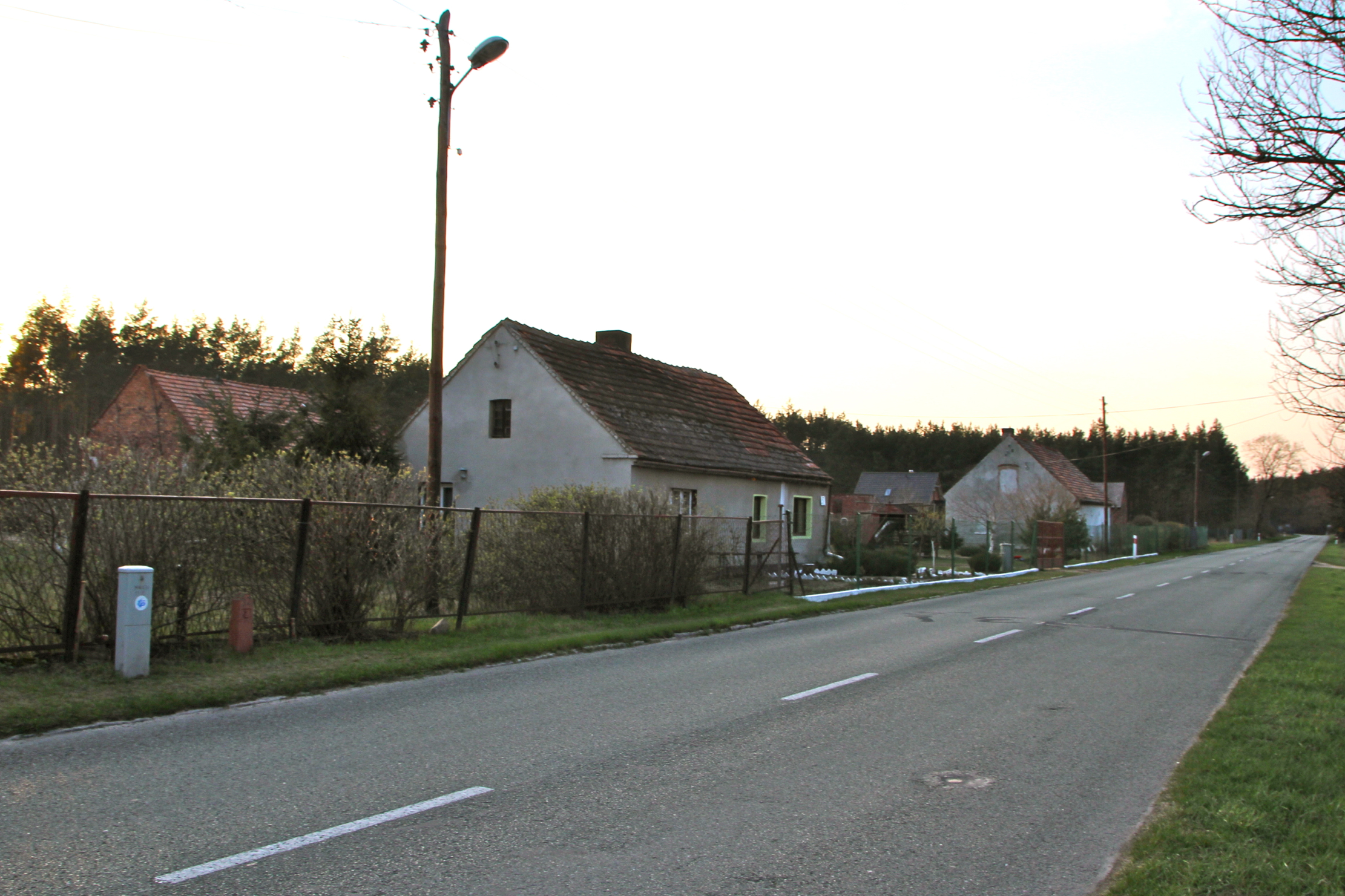
Droga we Wodnicy

Droga wojewódzka nr 340 (DW340) – droga wojewódzka w środkowej części woj. dolnośląskiego o długości ok. 80 km łącząca Małowice koło Ścinawy i drogę krajową nr 36 z miejscowością Oleśnica. Droga przebiega przez 3 powiaty: wołowski, trzebnicki i oleśnicki. Na odcinku Oleśnica – Trzebnica stanowi ciekawy, ale i niebezpieczny szlak przez Wzgórza Trzebnickie; zdarzają się tam często wypadki drogowe na górkach i ostrych zakrętach.
Między Wołowem a Wodnicą droga biegnie przez Park Krajobrazowy Dolina Jezierzycy.

## Historia numeracji
Na przestrzeni lat trasa posiadała różne oznaczenia i kategorie/klasyfikacje:

| Numer | Kategoria                                                                           | Przebieg                                                               | Lata obowiązywania | Źródło | Uwagi |
| --- | ----------------------------------------------------------------------------------- | ---------------------------------------------------------------------- | ------------------ | --- | --- |
| Przed 1945 rokiem droga znajdowała się poza terytorium Polski. Nieznana numeracja w latach 1945 – 1952. |                                                                                     |                                                                        |                    | | |
| ? | droga drugorzędna / droga lokalna („droga inna”)                                    | Ścinawa – Wołów – Oborniki Śląskie – Trzebnica – Dobroszyce – Oleśnica | do lat 70.         | - Mapa samochodowa Polski 1:1 000 , Warszawa: Państwowe Przedsiębiorstwo Wydawnictw Kartograficznych, 1962. Brak numerów stron w książce - Samochodowy atlas Polski 1:500 000. Wyd. IV. Warszawa: Państwowe Przedsiębiorstwo Wydawnictw Kartograficznych, 1965. Brak numerów stron w książce | - brak danych o numeracji - kategorie na podstawie materiałów źródłowych |
| x4 | droga państwowa IV klasy                                                            | Ścinawa – Wołów – Oborniki Śląskie – Trzebnica – Dobroszyce – Oleśnica | 1970 – 1986(?)     | Województwo wrocławskie: sieć dróg państwowych 1:300 000, 1970. | - kategoria na podstawie źródła - na mapach i atlasach samochodowych PPWK oznaczana jako droga drugorzędna bez numeracji - litera x była przypisana do tablic rejestracyjnych z ówczesnego województwa wrocławskiego |
| 340 | • droga krajowa: od 30 IX 1985 – 31 XII 1998 • droga wojewódzka: od 1 stycznia 1999 | Ścinawa – Wołów – Oborniki Śląskie – Trzebnica – Dobroszyce – Oleśnica | od 14 II 1986      | \| Lista źródeł \| \| --------------------------------------------------------------------------------------------------------------------------------------------------------------------------------------------------------------------------------------------------------------------------------------------------------------------------------------------------------------------------------------------------------------------------------------------------------------------------------------------------------------------------------------------------------------------------------------------------------------------------------------------------------------------------------------------------------------------------------------------------------------------------------------------------------------------------------------------------------------------------------------------------------------------------------------------------------------------------------------------------------------------------------------------------------------------------------------------------------------------------------------------------------------------------------------------------------------------------------------------------------------------------------------------------------------------------------------------------------------------------------------------------------------------------------------------------------------------------------------------------------------------------------------------------------------------------------------------------------------------------------------------------------------------------------------------------------------------------------------------------------------------------------------------------------------------------------------------------------------------------------------------------------------------------------------------------------------------------------------------------------------- \| \| - Uchwała nr 192 Rady Ministrów z dnia 2 grudnia 1985 r. w sprawie zaliczenia dróg do kategorii dróg krajowych (M.P. z 1986 r. nr 3, poz. 16) - Polska: Atlas samochodowy 1:300 000. Wyd. pierwsze. Warszawa: Polskie Przedsiębiorstwo Wydawnictw Kartograficznych, 1992. ISBN 83-7000-080-0. Brak numerów stron w książce - Polska: mapa samochodowa 1:700 000, wyd. 1, Szczecin: Wydawnictwo Kartograficzne KOMPAS, 1996–1997, ISBN 83-904373-2-5. Brak numerów stron w książce - Polska: mapa samochodowa 1:700 000, wyd. II Zmienione i poprawione, Szczecin: Wydawnictwo Kartograficzne KOMPAS, 1997–1998, ISBN 83-904373-3-3. Brak numerów stron w książce - Rozporządzenie Rady Ministrów z dnia 15 grudnia 1998 r. w sprawie ustalenia wykazu dróg krajowych i wojewódzkich (Dz.U. z 1998 r. nr 10, poz. 1071) - POLSKA Atlas drogowy 1:200 000. Mapy Ścienne Beata Piętka, 2000. Brak numerów stron w książce - Polska: autoatlas 1:300 000, Autoatlas opracowano dla potrzeb Polskiego Koncernu Naftowego ORLEN Spółka Akcyjna, Warszawa: ABW Sp. z o.o., 2001, ISBN 83-915542-0-1. Brak numerów stron w książce - Polska: mapa samochodowa z podziałem administracyjnym 1:700 000, wyd. XII Zmienione, poprawione i uaktualnione, Szczecin: Wydawnictwo Kartograficzne KOMPAS, 2004–2005, ISBN 83-904373-7-6. Brak numerów stron w książce - Polska: mapa samochodowa z podziałem administracyjnym 1:700 000, wyd. XIV Zmienione, poprawione i uaktualnione, Szczecin: Wydawnictwo Kartograficzne KOMPAS, 2005–2006, ISBN 83-904373-7-6. Brak numerów stron w książce - Polska 2016: mapa samochodowa 1:700 000, wyd. XXVII, Dom Wydawniczy PWN, 2016, ISBN 978-83-7705-942-5. Brak numerów stron w książce - Polska 2017: atlas samochodowy 1:200 000 dla profesjonalistów, wyd. IX, Warszawa: Dom Wydawniczy PWN, 2017, ISBN 978-83-7705-978-4. Brak numerów stron w książce - Polska 2020/2021: mapa samochodowa 1:700 000, Grupa PWN, 2020, ISBN 978-83-65808-36-3. Brak numerów stron w książce \| | kategorie na podstawie aktów prawnych |
| Lista źródeł |                                                                                     |                                                                        |                    | | |
| - Uchwała nr 192 Rady Ministrów z dnia 2 grudnia 1985 r. w sprawie zaliczenia dróg do kategorii dróg krajowych (M.P. z 1986 r. nr 3, poz. 16) - Polska: Atlas samochodowy 1:300 000. Wyd. pierwsze. Warszawa: Polskie Przedsiębiorstwo Wydawnictw Kartograficznych, 1992. ISBN 83-7000-080-0. Brak numerów stron w książce - Polska: mapa samochodowa 1:700 000, wyd. 1, Szczecin: Wydawnictwo Kartograficzne KOMPAS, 1996–1997, ISBN 83-904373-2-5. Brak numerów stron w książce - Polska: mapa samochodowa 1:700 000, wyd. II Zmienione i poprawione, Szczecin: Wydawnictwo Kartograficzne KOMPAS, 1997–1998, ISBN 83-904373-3-3. Brak numerów stron w książce - Rozporządzenie Rady Ministrów z dnia 15 grudnia 1998 r. w sprawie ustalenia wykazu dróg krajowych i wojewódzkich (Dz.U. z 1998 r. nr 10, poz. 1071) - POLSKA Atlas drogowy 1:200 000. Mapy Ścienne Beata Piętka, 2000. Brak numerów stron w książce - Polska: autoatlas 1:300 000, Autoatlas opracowano dla potrzeb Polskiego Koncernu Naftowego ORLEN Spółka Akcyjna, Warszawa: ABW Sp. z o.o., 2001, ISBN 83-915542-0-1. Brak numerów stron w książce - Polska: mapa samochodowa z podziałem administracyjnym 1:700 000, wyd. XII Zmienione, poprawione i uaktualnione, Szczecin: Wydawnictwo Kartograficzne KOMPAS, 2004–2005, ISBN 83-904373-7-6. Brak numerów stron w książce - Polska: mapa samochodowa z podziałem administracyjnym 1:700 000, wyd. XIV Zmienione, poprawione i uaktualnione, Szczecin: Wydawnictwo Kartograficzne KOMPAS, 2005–2006, ISBN 83-904373-7-6. Brak numerów stron w książce - Polska 2016: mapa samochodowa 1:700 000, wyd. XXVII, Dom Wydawniczy PWN, 2016, ISBN 978-83-7705-942-5. Brak numerów stron w książce - Polska 2017: atlas samochodowy 1:200 000 dla profesjonalistów, wyd. IX, Warszawa: Dom Wydawniczy PWN, 2017, ISBN 978-83-7705-978-4. Brak numerów stron w książce - Polska 2020/2021: mapa samochodowa 1:700 000, Grupa PWN, 2020, ISBN 978-83-65808-36-3. Brak numerów stron w książce |                                                                                     |                                                                        |                    | | |

## Dopuszczalny nacisk na oś
Od 13 marca 2021 roku na drodze dopuszczalny jest ruch pojazdów o nacisku pojedynczej osi do 11,5 tony z wyjątkiem określonych miejsc oznaczonych znakiem zakazu B-19.

### Do 13 marca 2021 r.
Wcześniej trasa była objęta ograniczeniami dotyczącymi dozwolonego nacisku pojedynczej osi:
| Znak  | Dopuszczalny nacisk | Odcinek                                                            |
| ----- | ------------------- | ------------------------------------------------------------------ |
| DW340 | do 10 ton           | obwodnica Dobroszyc                                                |
| DW340 | do 8 ton            | - Oleśnica – Dobroszyce - Dobroszyce – Trzebnica – Wołów – Ścinawa |

## Miejscowości leżące przy trasie DW340
- Oleśnica (S8)
- Dąbrowa
- Nowosiedlice
- Dobroszyce
- Strzelce
- Łuczyna
- Ludgierzowice
- Zawonia
- Pstrzejowice
- Cerekwica
- Trzebnica (S5, DK15)
- Wilczyn
- Oborniki Śląskie (DW342)
- Rościsławice
- Bukowice
- Lipnica
- Wołów (DW339)
- Rudno
- Wodnica
- Boraszyn
- Małowice (DK36)